# Liste de personnalités liées à Boulogne-Billancourt
Beaucoup de gens célèbres sont nés à Boulogne, sans avoir avec cette ville de liens particuliers, ni vécu ni travaillé à Boulogne, du simple fait que la ville accueillait, rue du Belvédère, dans l'ancien hôtel du Duc de Morny, une maternité de luxe, aujourd'hui remplacée par une clinique spécialisée.

## Savants et pédagogues

### Chercheurs
- Jacques-Marie Bardintzeff, volcanologue installé à Boulogne.

### Ethnologues et sociologues
- Jean Brunhes (1869-1930), directeur scientifique des Archives de la Planète et fondateur de la chaire de Géographie Humaine du Collège de France.
- Marcel Larget, chimiste et viticulteur bordelais ruiné devenu ébéniste à Boulogne[1], puis adjoint de l'ethnologue Marcel Griaule, pour lequel il fabriquait une bibliothèque, dans ses missions en Abyssinie en 1928 et Dakar-Djibouti en 1931 au cours de laquelle sera découverte la cosmogonie dogon.
- Marcel Griaule ethnologue africaniste, dont la bibliothèque aménagée dans sa maison 82 rue du Château, au carrefour avec la rue de l'Est, abritait des manuscrits amhariques et servait de centre d'études aux spécialistes de la civilisation éthiopienne[2].
- Philippe d'Iribarne, sociologue.
- Antoine-Alfred Marche, explorateur et naturaliste qui participa à de nombreuses expéditions et missions scientifiques en Afrique, aux Philippines et aux Îles Mariannes.

### Historiens
- Paul Marmottan (1856–1932), historien et collectionneur qui légua à l'Académie des beaux-arts la bibliothèque Marmottan à Boulogne-Billancourt, consacrée au Premier Empire et à l'histoire de l'art dans l'Europe napoléonienne.
- Salomon Reinach, archéologue qui influença Freud par son histoire des religions. La rue où il habita de 1911 à sa mort porte aujourd'hui son nom.
- Michel Pastoureau, médiéviste qui a pris sa retraite en 2013 au Parc des Princes.

### Ingénieurs
- Pierre Bézier, ingénieur chez Renault, inventeur de la première machine transfert performante et mathématicien à l'origine de Postscript et de la conception assistée par ordinateur.
- Jules-Etienne Marey, inventeur du cinématographe qui avait son laboratoire au Parc des Princes et devint le fleuriste de la ville de Paris, choisi dans les années 1980 pour être le patron du lycée professionnel.
- Pierre-Michel Moisson-Desroches, polytechnicien, ingénieur en chef des mines, inventeur en 1814 du schéma du réseau ferré français. Il habitait le Parc des Princes, impasse, puis rue Moisson-Desroches, aujourd'hui Max Blondat.
- Arthur Choko (1923-2018), rescapé de la rafle du vélodrome d'hiver[3] puis évadé grâce à un républicain espagnol[4], auteur durant sa retraite boulonnaise de L'amour du vin et rédacteur avec sa femme, survivante d'Auschwitz[5], de La Cote du vin de 1987 à 2005.

### Médecins
- Albert Bezançon, médecin hygiéniste développe avec André Morizet une croisade contre la tuberculose dans les années 1920-1930. Il fut un humaniste, historien et amateur d'Art.
- René Dujarric de la Rivière, médecin pastorien, inventeur de la filtration du virus de la grippe et de la première souche française de celui-ci, cofondateur de la Société Internationale de Microbiologie, habitait de 1930 à 1969 18 bis avenue Robert-Schuman (ancienne avenue-Victor Hugo) dans l'hôtel dessiné par son cousin, l'architecte Louis Faure-Dujarric.
- Léon Kreisler, pédiatre et psychanalyste, élève du fondateur de la pédopsychiatrie Georges Heuyer, auteur des principaux ouvrages de référence qui ont formé plusieurs générations de médecins, premier pédiatre à avoir exercé à Boulogne[6], fondateur à Paris d'une unité hospitalière devenue Le Centre de psychosomatique pour nourrissons, enfants et adolescents Léon Kreisler, habitait la résidence avant gardiste Pouillon près du pont de Billancourt.
- Waldemar Mordekhai Haffkine, bactériologiste, disciple de Louis Pasteur et inventeur des vaccins contre le choléra, pris sa retraite en 1914 à Boulogne, où il habitait avenue Victor-Hugo[7], avant de se retirer au début des années vingt à Lausanne.

### Pédagogues
- Lady Lydia Detterding, née Pavlovna, épouse du magnat du pétrole Henri Deterding et promotrice en France et en Russie d'écoles de jeunes filles, dont le gymnase russe de Boulogne.
- Princesse Zénaïde Youssoupoff, fondatrice du gymnase[note 1] russe, aujourd'hui collège Dupanloup, dans l'hôtel Chauveau devenu son hôtel particulier en 1917.
- Marie-Aimée Niox-Chateau (février 1893-1987) pédagogue française montessorienne, fondatrice de la Nouvelle école de Boulogne.
- Gaël de Kerret, professeur d'art lyrique au Conservatoire à Rayonnement Régional de Versailles et directeur du festival de musique "Valloire baroque"

## Artistes plasticiens

### Cinéastes et photographes
- Henri Alekan, directeur de la photographie aux studios de Billancourt, puis aux studios de Boulogne, entre autres de Jean Cocteau, René Clément, Abel Gance et de Wim Wenders, également éclairagiste urbain, habitait le Parc des Princes[8].
- Hagop Arakelian dit Ara, maquilleur de cinéma, entre autres de La Bête.
- Bertrand Blier, réalisateur.
- Guillaume Canet, scénariste, acteur et réalisateur.
- Michel Deville, scénariste et réalisateur.
- Henri Diamant-Berger, fondateur pour sa société basée à Vincennes, les Films Diamant, des Studios de Billancourt, actuel bâtiment de Canal+, dans l'usine désaffectée Niepce et Fetterer où, en 1922, de retour des États-Unis, il tourne Les Trois Mousquetaires grâce au financement de Charles Pathé.
- Robert Doisneau, photographe salarié de Renault de 1934 à 1939.
- Abel Gance, cinéaste, habitait avenue Jean-Baptiste-Clément.
- Jacky Hayek alias Jack 1340, photographe d'art de Harley Davidson.
- Frank Horvat, photographe.
- Albert Mahuzier, aventurier et cinéaste, voyagiste et conférencier, installé dans « la maison de l'explorateur », 4 place des Écoles.
- Marcel Pagnol, cinéaste domicilié 16 square Foch à Paris, logeait avenue Jean Baptiste Clément du temps de la gloire des studios de Boulogne.
- Claude Picasso, photographe, cinéaste, né le 15 mai 1947, à la clinique du Belvédère, fils des artistes peintres, Françoise Gilot et Pablo Picasso.
- David Rosenfeld, photographe amiénois natif de Boulogne.

### Peintres
- Bernard de Montaut, peintre contemporain[9].
- Arnaud Crassat, fresquiste de rue et illustrateur contemporain[10].
- Marc Chagall, peintre dont l'atelier était 3 allée des pins.
- Mickaël Compagnion peintre, prix de la Casa Vélasquez.
- Aimé Edmond Dallemagne, (1882-1971), peintre graveur, décédé dans la commune.
- Jacques Desroches-Valnay, (1848-1887), peintre et dessinateur français installé à Boulogne.
- Valentine Dupré, peintre et illustrateur de l'entre-deux-guerres.
- Frédéric Fenollabbate, peintre, dessinateur, graveur et cinéaste né à Boulogne-Billancourt en 1959.
- Annick Gendron, artiste peintre, y a réalisé ses premières œuvres sur plexiglas de 1968 à 1973
- Juan Gris, peintre cubiste qui habitait, d'avril 1922 à sa mort en mai 1927, rue de la Mairie, aujourd'hui Ancienne Mairie, près de Kahnweiler. Il repose au cimetière de la rue de l'Ouest.
- Théodore Gudin, peintre de la Marine, proche de Napoléon III, installé au Parc des Princes, dans l'actuelle rue Salomon Reinach.
- Gustave Jaulmes, peintre de la synagogue de Boulogne.
- Ryszard Kiwerski, Richard Kiwerski (Ryszard), artiste peintre, graphiste, inventeur de la Parapeinture. Décédé à Boulogne Billancourt le 20 décembre 2015, il y a inventé la Para Peinture : peinture du soleil.
- Françoise Landowski-Caillet, peintre et pianiste.
- Alfred Lombard, peintre et décorateur, du paquebot Normandie en particulier, dont l'atelier était Porte de Boulogne, auteur de la Vierge à l'Enfant de l'église du Dôme.
- Jeanne Morange, peintre qui partageait son atelier de Boulogne avec son mari, le sculpteur Marcel Loyeau.
- Félix Rozen, peintre de formation aux talents multiples, installé à Boulogne.
- Stéphane Ruais, peintre.
- Michel Sementzeff (1933-2019), peintre.
- Daniel Vierge, peintre et graveur mort en 1904 dans sa petite maison de Boulogne, où vingt temps plus tôt, à la suite d'une hémiplégie, il avait avec sa femme Clara installé son atelier.

### Architectes
- Marc Landowski, architecte.
- Le Corbusier, architecte et urbaniste, habitat Boulogne de 1933 à 1965 au septième et huitième étages de l'immeuble qu'il avait construit 23 rue de la Tourelle, siège de son atelier puis propriété de la Fondation Le Corbusier.
- Marcel Oudin, boulonnais, auteur du restaurant La Cascade au bois de Boulogne, auquel Jules Cacheux, frère d'Émile, confie la réalisation de la « cité modèle », 53 bis avenue Édouard-Vaillant.
- Louis Süe, architecte décorateur, réalisa la décoration chez Kapferer en 1918 avec Paul Véra et Richard Georges Desvallières ses collaborateurs.

### Sculpteurs
- Frédéric Auguste Bartholdi, sculpteur parisien dont l'atelier principal était 38 rue Vavin, acquit en 1880, deux ans après l'exposition au Champ de Mars de la tête de la statue de la Liberté, une résidence au Parc des Princes à Boulogne, 31 rue Gutenberg[11]. Il devint ainsi voisin de Jean-Baptiste Emile Gaget, dans les ateliers parisiens duquel, 25 rue de Chazelles, fut réalisé, de 1875 à 1884, la statue.
- Paul Belmondo, sculpteur parisien dont les œuvres ont été léguées à Boulogne.
- Joseph Bernard, sculpteur qui a réalisé la frise intitulée La Danse dont la copie orne le salon d'honneur de l'hôtel de ville et s'installa les dix dernières années de sa vie 24 avenue des Princes, actuelle avenue Robert Schuman, dans une maison construite en 1880 et aménagée dans les années vingt par Ruhlmann, derrière laquelle Charles Plumet a élevé un atelier, propriété de la municipalité depuis 1990.
- Max Blondat, sculpteur, habitant du Parc des Princes.
- Siméon Foucault (1884-1923), sculpteur, prix de Rome 1912.
- Jacques Gestalder, sculpteur dont l'atelier était 8 villa Buzenval.
- Dora Gordine, sculptrice, dont l'atelier était 21 rue du Belvédère.
- Akop Gurdjan, sculpteur.
- Nathan Imenitoff, sculpteur de l'École de Paris, dont l'atelier était 54 rue du Château.
- Paul Landowski, sculpteur dont l'atelier et la maison était 10 rue Max Blondat.
- Jacques Lipchitz, sculpteur installé de 1925 à 1940 9 allée des Pins dans un atelier construit à sa demande par Le Corbusier.
- Marcel Loyeau, sculpteur dont une œuvre, place Denfert Rochereau, marque l'entrée de la rue où il habitait avec sa femme, le peintre Jeanne Morange, et qui porte aujourd'hui son nom.
- Oscar Miestchaninoff (1886-1956), sculpteur dont l'atelier était 7 rue des Arts.
- Paul Moreau-Vauthier, sculpteur dont admire le Rire, square Léon Blum, et le monument des Fédérés au Père-Lachaise.
- Jean-Louis Raina (1929-2019), peintre et sculpteur, élève de Maurice de Bus, auteur de nombreuses œuvres monumentales, installé à Boulogne depuis la fin des années cinquante.
- Paul Troubetzkoy, sculpteur russe, dont l'atelier était rue Gutenberg.

### Dessinateurs et autres plasticiens
- Daniel Buren, peintre, sculpteur, plasticien, est né le 25 mars 1938 à Boulogne-Billancourt.
- Maurice Cressy alias Renoma, couturier et « modographe ».
- Erté, dessinateur, couturier et décorateur qui habitait rue Gutenberg.
- Edmé-Marie Foncier, bijoutier du Palais-Royal, coqueluche des Incroyables et Merveilleuses sous le Directoire, puis de la Cour Impériale (il confectionna les couronnes et, avec le fameux diamant Le Régent, l'épée du sacre de Napoléon, ainsi que la ceinture que Joséphine y portait), fit construire dans le quartier Gibet l'hôtel le plus magnifique de Boulogne sur un domaine sis entre la future rue de Silly et l'actuelle rue de Billancourt.
- Marguerite Huré, verrier, dont l'atelier était 25 rue du Belvédère.
- Maurice Julhès, illustrateur aquarelliste et dessinateur humoriste pendant et après guerre, inventeur du personnage Monsieur Lezognard.
- Raoul Lachenal, céramiste d'art.
- Marcel Riffard, dessinateur industriel chavillois employé de Renault de 1934 à 1940 chez lequel il profila la Vivastella, d'où dérivait la Nervastella, et les avions Rafale et Simoun.
- Systaime, artiste contemporain.

## Artistes de la scène

### Instrumentistes
- Joseph Basile dit Joss Baseli (1926-1982), accordéoniste et compositeur (du Manège Enchanté entre autres).
- Marcelle Dujarric de la Rivière, organiste qui fit construire pour son instrument l'hôtel qui porte le nom de son mari, 18 bis avenue Robert Schumann, où elle tenait avant guerre un salon musical fréquenté par Marcel Dupré, Louis Vierne, André Marchal (l'orgue a été démonté).
- Jacqueline Landowski, pianiste.
- Ravi Shankar, grand maître du sitar indien, a passé une partie de son enfance au 17 rue du Belvédère[12].
- Claude Engel, guitariste et compositeur.

### Compositeurs
- Lucien Durosoir, compositeur.
- Alexandre Glazounov, compositeur, élève de Rimsky-Korsakov, exilé en 1928, demeurait 14 rue de la France Mutualiste.
- Michel Korb, compositeur de musique de film, chef d'orchestre, né à Boulogne-Billancourt.
- Marcel Landowski, compositeur.
- Alain Louvier, compositeur.

### Chefs d'orchestre
- Pierre Spassky (1850-1968), maître de chapelle de l'église orthodoxe de Billancourt de 1927 à 1947 (puis de 1947 à 1968 chef de chœur de la cathédrale Alexandre Nevsky à Paris).

### Rappeurs
- Keny Arkana, rappeuse.
- Booba, ex-Lunatic.
- Nessbeal.
- Bram's.
- Dany Dan.
- Les Rieurs.
- Kohndo.
- Lim.
- Mala.
- Malekal Morte, groupe rap.
- Mo'vez Lang, groupe de rap.
- Nysay, groupe de rap.
- Salif.
- Sages Poètes de la Rue, groupe de rap composé de Zoxea, Dany Dan & Melopheelo.

### DJ
- Laurent Garnier, DJ.
- SebastiAn, DJ et producteur de musique électronique.

### Chanteurs
- Guy Béart, poëte et chanteur, habitant Boulogne du temps de ses débuts
- Ronnie Bird, chanteur de rock
- Manu Chao, chanteur
- Matthieu Chedid, auteur-compositeur-interprète
- David Hallyday, chanteur, auteur-compositeur-interprète, pilote de rallye et fils de Johnny Hallyday.
- C. Jérôme, chanteur de variété qui eut une immense succès international au début des années 1970, puis devint animateur radio chez RMC. Le Cub C. Jérôme, qu'il avait fondé pour ses fans, siège toujours à son domicile boulonnais. Sa tombe (division 4 du cimetière de la rue de l'Ouest) est la plus visitée.
- François Mativet, guitariste
- Marie-Alice et Lorenzo Monge, chanteurs du groupe Les passagers
- Jean-Philippe Nataf, dit J. P. Nataf, chanteur, qui a formé le groupe de pop Les Innocents en 1982.
- Ours, chanteur (fils d'Alain Souchon)
- Édith Piaf, chanteuse qui habita de début 1949 à fin 1951 l'hôtel des Crances, 5 rue Gambetta, où elle écrivit l'Hymne à l'amour et où Charles Aznavour lui composa plusieurs succès.
- Raphael, chanteur
- Véronique Sanson, chanteuse, auteur et compositeur de chansons
- Patrick Sébastien, imitateur, humoriste, acteur, réalisateur, chanteur, auteur-compositeur, poète, écrivain, producteur-animateur d'émissions de divertissement de télévision française et ex-dirigeant de club de rugby.
- Ophélie Winter, chanteuse
- Zazie, chanteuse

### Comédiens
- Jacques Balutin, comédien et cycliste de la Gazelle à Longchamp.
- Brigitte Bardot, comédienne, un temps habitante de la résidence avant gardiste de Fernand Pouillon.
- Nathalie Baye, comédienne, un temps habitante du West End.
- Richard Berry, comédien (ses parents tenaient boutique boulevard Jean Jaurès).
- Louise Carletti, actrice.
- Philippe Caroit, acteur et peintre.
- Leslie Caron, danseuse et comédienne.
- Guillaume Canet, acteur.
- Michel Constantin, acteur y est né.
- Joséphine de Meaux, actrice française y est née.
- Étienne Decroux, acteur puis professeur d'art dramatique qui enseigna à Billancourt dans son École de mime corporel dramatique[note 2] de 1962 à 1991.
- Georges Descrières, comédien, un temps habitant de la résidence avant-gardiste de Fernand Pouillon.
- Orane Demazis, comédienne (Fanny), habitait avant guerre avec sa mère, son frère et sa sœur quai du Point du Jour.
- Paulette Dubost, actrice qui habitait rue du Belvédère.
- Sylvie Flepp, actrice.
- Marina Foïs, actrice, y est née.
- Diana Frank, actrice franco-allemande.
- Laurent Gamelon, acteur y est né.
- Fiona Gélin, actrice.
- Ekaterina Roschina Insarova (1883-1970), actrice dramatique boulonnaise, directrice du petit théâtre de l'hôtel Chauveau (actuel lycée Dupanloup) aménagé par le Prince Félix Ioussoupov du temps qu'il en fit sa résidence.
- Claude Jade (1948-2006), actrice française, est décédée à l'Hôpital Ambroise Paré de Boulogne-Billancourt.
- Robert Lamoureux, poète, auteur dramatique, chansonnier, scénariste et acteur, vécut les dix dernières années de sa vie à Boulogne.
- Manon Landowski, comédienne.
- Julie Lebœuf connue sous son nom de scène, Marguerite Bellanger, cocotte célébrée par Manet et Zola qui recevait secrètement l'Empereur 24 avenue de l'Hippodrome (aujourd'hui quai du Quatre-Septembre).
- Thierry Lhermitte, acteur.
- Vincent Lindon, acteur, réalisateur et scénariste.
- Jean-Pierre Marielle, comédien, résident du Parc des Princes, où il a fini sa vie.
- Nathalie Paley, actrice qui fit carrière à Hollywood, vécut jusqu'en 1913 une partie de son enfance en l'hôtel Chauveau avec son frère, le poète Saint Vladimir Pavlovitch Paley. Elle y retourna quelque temps après la Révolution russe.
- Albert Préjean, acteur qui fit construire l'hôtel Préjean avant de le vendre quelques années plus tard au cycliste Toto Gérardin.
- Michel Robin, comédien installé à Boulogne depuis les années 1980.
- Hélène Sauvaneix, comédienne qui demeurait rue du Belvédère, choisie en 1948 par Paul Claudel pour le rôle de Violaine.
- Marie Sauvaneix, comédienne, metteur en scène.
- Gaspard Ulliel, acteur.
- Hamed Souna, acteur
- Michael Vartan, acteur.
- Tarek Boudali, comédien et réalisateur
- Elsa Zylberstein, actrice
- Christophe Saint-Martin, acteur de film pornographique.
- Patricia Tulasne, actrice québécoise née à Boulogne-Billancourt le 16 janvier 1959.

### Magicien
- Sylvain Mirouf, né le 13 juillet 1970 à Boulogne-Billancourt

### Humoristes
- Stéphane Guillon, humoriste.
- Thierry Le Luron, décédé à Boulogne-Billancourt, le 13 novembre 1986 (à 34 ans).
- Frédéric Testot, humoriste.

## Écrivains et journalistes

### Poètes
- Jean Baptiste Clément, journaliste et poète.
- Pierre Corrard, poète et romancier mort au front en 1914
- Pierre Créange, poète juif assassiné à Auschwitz.
- Édouard Ducoté, poète et romancier symboliste du groupe des Indépendants qui fit connaître André Gide par sa revue L'Ermitage entre 1896 et 1908 avant que ce dernier ne fonde la NRF[13].
- Vladislav Khodassevitch, poète, premier mari de Nina Berberova auprès de laquelle il commença sa carrière et avec laquelle il vécut, rue des Quatre Cheminées, jusqu'en avril 1932 avant de mourir en 1939 à Billancourt.
- Saint Vladimir Pavlovitch Paley, poète russe et français, cousin germain du tsar élevé de l'âge de sept à treize ans auprès de son père, le grand-duc Paul, en l'hôtel Chauveau devenu depuis collège Dupanloup.
- Paul Verlaine, poète qui fut brièvement surveillant aux Cours d'Aguesseau. La ville commémore ce séjour boulonnais par le nom d'une place.
- Alicia Gallienne, poétesse née à Boulogne et morte à l'âge de vingt ans, cousine du comédien Guillaume Gallienne.

### Romanciers
- Tristane Banon, romancière installée à Boulogne.
- Nicolas Beuglet, romancier installé à Boulogne.
- Laurent Binet, romancier installé à Boulogne.
- Nina Berberova, écrivain américain de langue russe, auteur des Chroniques de Billancourt, où elle habita brièvement rue des Quatre Cheminées en 1932. Les Chroniques, parues dans les Dernières Nouvelles, furent un succès considérable entre les deux guerres du temps qu'elle vivait à Paris.
- Claire Castillon, romancière native de Boulogne.
- Henry Castillou, romancier prix Interallié 1948.
- Olivia Cattan, écrivaine, journaliste, présidente de Paroles de femmes et Sos autisme, née à la clinique du Belvédère.
- Didier Decoin, prix Goncourt 1977.
- Roger Dugeny, écrivain, auteur de romans sentimentaux ou légers.
- Raphaëlle Giordano.
- Bruno Guiblet, romancier.
- Fabrice Humbert, écrivain contemporain boulonnais.
- Joslan F. Keller, historien de l'étrange, auteur (Dossiers inexpliqués, Affaires étranges) et romancier (Via Temporis).
- Michel Leiris, écrivain surréaliste engagé qui habita 12 rue de la Mairie, aujourd'hui Ancienne Mairie, chez son beau-père Daniel-Henri Kahnweiler de 1926 à 1930 et de septembre 1940 à avril 1942, devenu après guerre parisien et ethnologue.
- Marc Levy, écrivain.
- André Malraux, romancier et historien de l'art, ministre de la Culture du général de Gaulle installé au deuxième étage de l'hôtel Renart construit par Jean-Léon Courrèges, 19 bis avenue Robert-Schumann (ancienne avenue-Victor Hugo), appelé aussi hôtel Malraux de 1945 à 1962.
- Claude Pinoteau, scénariste et réalisateur.
- Olivier Rolin, romancier.
- Paul-Loup Sulitzer, écrivain natif de Boulogne
- Elie Wiesel, écrivain, recueilli, orphelin de dix sept ans, au sortir de la guerre, à l'École Maïmonide (Boulogne-Billancourt).
- Pierre Bellemare, écrivain, homme de radio, animateur et producteur de télévision français.

### Philosophes
- Barbara Cassin, philologue et philosophe.
- François Châtelet, philosophe.
- Léon Chestov, philosophe kierkegaardien inspiré par Dostoïevski, professeur en Sorbonne qui demeurait 19 rue Alfred Laurent.
- Jules de Gaultier, moraliste schopenhauérien, théoricien du bovarysme, qui tenait la chronique philosophie du Mercure de France et habitait rue Gutenberg.
- André Glucksmann, « nouveau » philosophe.
- Marie Robert, philosophe et pédagogue.
- Georges Sorel, sociologue et philosophe théoricien du syndicalisme.
- Simone Weil, fraiseuse en 1935 chez Renault, alors un des principaux centres du taylorisme, où elle a élaboré, ainsi qu'au cours d'autres expériences ouvrières, sa philosophie de la modernité consignée dans Journal d'usine.

### Musicologue
- Paul-Gilbert Langevin (1933-1986), musicologue né à Boulogne.

### Journalistes
- Honoré Bloch, fondateur de la revue L’Architecture d’Aujourd’hui, conseiller municipal élu en 1936, déporté comme juif, mort à Auschwitz ainsi que sa femme.
- Jérôme Bony, grand reporter, fils du vitrailliste parisien de Notre Dame de Boulogne et cousin germain par sa mère de l'architecte de la villa Colinet, 8 rue Denfert Rochereau, Robert Mallet-Stevens, retraité à Boulogne depuis 2010.
- Jean-Baptiste Clément, journaliste, poète et chansonnier qui vécut à Boulogne jusqu'à l'adolescence.
- Yves Calvi, animateur de télévision.
- Caroline Diament, animatrice de télévision.
- Paul Ducellier (4 mai 1898 - 9 juillet 1989), pilote et journaliste aéronautique, engagé volontaire en 1916, breveté en 1917, affecté à l'escadrille de bombardement Br. 124 sur Breguet XIV (une victoire, Médaille militaire et Croix de guerre), secrétaire d'Albert Kahn, fondateur en 1935 de l'Aéroclub de Boulogne-Billancourt[14] et en 1936 de la section d'Aviation Populaire de Chavenay puis à partir de 1938 employé chez Farman, directeur de la station service de l'aérodrome Toussus-le-Noble (essais des Farman « Monitor », et de la version monoplan du « Stampe » de 1952 à 1955 conduit par Burtin et Lélée), créateur en 1962 de l'Escadrille des Anciens brevetés de 14 à 18, président en 1967 du Groupement des Unions Régionales d'Associations Aéronautiques et en 1968 de l'Aéroclub de France-CNA, officier de la Légion d'honneur, commandeur de l'Ordre national du Mérite, etc.[15].
- Guillaume Durand, journaliste.
- Jean Dupuy, patron de presse acquéreur à la fin du XIXe siècle du domaine de l’Étrier que le directeur de théâtre Hilarion Moïsche Hirschler possède 16 avenue Victor Hugo pour lui servir de résidence secondaire et qu'il vendra en 1911 à Salomon Reinach.
- Giorgio Fénu (1951-2009), caricaturiste.
- Guy Hennebelle (1941-2003), journaliste et historien du cinéma.
- Pierre Loctin (1931-1994), animateur sportif de l'émission Interfootball de 1980 à 1988 sur France Inter.
- Moïse Polydore Millaud, patron de presse.
- Robert Namias, journaliste - directeur de l'information de TF1.
- Christian Prudhomme, journaliste sportif boulonnais, directeur du Tour de France chez Amaury Sport Organisation.
- Nelson Monfort, animateur de télévision, journaliste sportif.
- Loïc de La Mornais, correspondant permanent à l'étranger qui a grandi rue d'Aguesseau.
- Thierry Roland (1937-2012), journaliste sportif, commentateur de matchs de football à la télévision.
- Laurent Romejko, animateur de télévision.
- Sylvain Eugène Raynal, bordelais collaborateur de L'Humanité, commandant héroïque du fort de Vaux en 1916 qui prit sa retraite 36 rue Denfert-Rochereau.
- Guy Sorman, éditeur, chroniqueur et conseiller politique, cofondateur de Action contre la faim, boulonnais un temps conseiller municipal.
- Bernard de la Villardière, journaliste, animateur de télévision et de radio.

## Personnalités politiques

### Souverains fondateurs
- Adélaïde, reine de France, seigneur de Montmartre, ayant obtenu en 1134 la séparation du village des Menuls, futur Boulogne, du bourg d'Auteuil et initié sa vocation viticole.
- Constance de Castille, reine de France, vraisemblablement donatrice de la première église du village des Menuls[16].
- Sainte Isabelle, fondatrice de l'abbaye de Longchamp sur le terrain communal du futur Boulogne (approprié en 1860 par Paris) et instigatrice de la première charte reconnaissant la communauté villageoise, accordée en 1260 par son frère Saint Louis.
- Philippe le Long, fondateur de Notre-Dame de Boulogne et de la paroisse de Boulogne La Petite en 1330 où il est décédé deux ans plus tard.
- Henri II, constructeur des portes du bois de Boulogne et de l'enceinte séparant définitivement le village du bois jusqu'alors exploité par les Boulonnais.
- Louis XIV, constructeur du premier axe du village (actuelle avenue Jean-Baptiste-Clément), du premier pont de Sèvres et de la route y conduisant (actuelle rue du Vieux-Pont-de-Sèvres).
- Marie Antoinette, constructeur sur sa cassette personnelle d'un des principaux axes actuels, qui porte son titre (route de la Reine).
- Napoléon Ier, constructeur, sur son décret, du nouveau pont de Sèvres, en pierre.
- Napoléon III, fit exécuter par son préfet Haussmann en 1860 la spoliation de Longchamp, la réunification de Boulogne et de Billancourt et la construction d'un axe les reliant (actuel boulevard Jean Jaurès, principale rue de la ville).

### Personnages historiques
- Jean-Jacques-Régis de Cambacérès, avocat, député, consul, un des trois principaux ministres de Napoléon, un des rédacteurs du Code Civil, avait sa villégiature en l'hôtel de Narbonne, à l'emplacement de l'actuel théâtre de la ville.
- Alfred Costes, syndicaliste, député de la Seine avant et après guerre et conseiller municipal de Boulogne de 1935 à 1959.
- Édith Cresson, première femme première ministre en France, en poste de 1991 à 1992, est née à Boulogne-Billancourt en 1934.
- Prince Ladislas Czartoryski, muséologue et représentant en exil du Gouvernement National Révolutionnaire de la Pologne occupée par la Russie tsariste.
- Georges Gorse, agrégé de lettres, résistant de la première heure, député gaulliste social, ministre, diplomate et maire des trente glorieuses.
- Olivier Le Daim, conseiller de Louis XI nommé par celui ci capitaine, entre autres, du pont de Saint-Cloud, et, charge liée, des chasses du roi dans le bois de Boulogne.
- Prince Clément de Metternich (1773-1859), ambassadeur autrichien résident à Boulogne de 1808 à 1809 durant son idylle avec la duchesse d'Abrantès.
- Alphonse Le Gallo, résistant socialiste, maire de l'après guerre.
- Nestor Makhno, dirigeant anarchiste en exil, a travaillé à partir de 1927 comme tourneur chez Renault.
- André Morizet, cofondateur du Parti communiste, député maire d'entre les deux guerres, premier maire de la ville renommée Boulogne Billancourt, promoteur du projet, laissé inachevé par la guerre, d'urbanisme moderniste et hygiéniste qui a fait la ville d'aujourd'hui.
- Philippe Ragueneau, journaliste, résistant, participa à l'exécution de l'amiral Darlan[17]. 1963-1964 : Président fondateur de la 2e chaine (ORTF).
- Comte Pierre-François Réal (1757-1834), ministre de l'Empire chargé de la Police et rival de Fouché, tenait salon dans sa demeure, l'ancienne villa que le ministre des finances Armenonville avait faite construire au fond du parc du château de Madrid, démolie à la fin du XIXe siècle pour être remplacée par l'actuel château Rothschild.
- Grand Duc Paul Alexandrovitch Romanov, installé de 1904 à 1917 dans l'hôtel de la comtesse Chauveau, princesse Narischkine, qui est aujourd'hui le lycée Dupanloup.
- Marie Walewska, « ambassadrice » gracieuse auprès de Napoléon, hébergée à Boulogne de 1811 à 1812 dans l’hôtel qui depuis porte son nom.
- Deng Xiaoping, ouvrier assembleur chez Renault de 1923 à fin 1925, l'organisme philanthropique Travail Études finançant ses études en France ayant fait faillite.
- Prince Félix Ioussoupov, assassin de Raspoutine réfugié après la révolution soviétique et jusqu'en 1939 27 rue Gutenberg.

### Politiciens contemporains
- Thierry Solère, Maire-adjoint de mars 2001 à mai 2011, conseiller général des Hauts-de-Seine, il est élu député de Boulogne-Billancourt le 17 juin 2012 face à l'ancien ministre Claude Guéant.
- Pierre-Christophe Baguet, élu de Boulogne-Billancourt depuis 1983, député de Boulogne-Billancourt de 1997 à 2012 et maire depuis mars 2008, président du conseil de communauté d'agglomération Grand Paris Seine Ouest.
- Pascal Clément, garde des Sceaux au sein du gouvernement Dominique de Villepin.
- Daniel Cohn-Bendit, ancien maire adjoint de Francfort-sur-le-Main, ancien porte parole du Parti vert européen, député européen, vice-président de Mouvement européen-France, élevé à Boulogne du temps que sa mère était intendante à l'École Maïmonide (Boulogne-Billancourt).
- Gabriel Cohn-Bendit, ancien professeur d'allemand, ancien éducateur, fondateur du lycée expérimental de Saint-Nazaire, fondateur de Réseau éducation pour tous en Afrique élevé à Boulogne du temps que sa mère était intendante à l'École Maïmonide (Boulogne-Billancourt).
- Jean-Pierre Fourcade, ancien ministre des Finances, sénateur-maire clodoaldien de Boulogne-Billancourt de 1995 à 2007.
- François Hollande, président de la République, ancien député de Corrèze, ancien Premier Secrétaire du Parti socialiste.
- Princesse Esther Kamatari, fondatrice du parti burundais Abahuza et conseillère municipale de Boulogne.
- Ségolène Royal, ancienne ministre de l'Environnement puis de l'Enseignement Scolaire puis de la Famille, l'Enfance et les Personnes Handicapées, présidente de la Région Poitou-Charentes, ancienne candidate à l'élection présidentielle.

## Entrepreneurs

### Financiers
- Pierre Deschiens, principal traitant sous Louis XIV et, semble-t-il, premier propriétaire foncier privé de Boulogne en son temps, à l'origine des prémisses de l'urbanisation de village.
- Joseph Fleuriau, seigneur d'Armenonville, secrétaire (ministre) aux finances de Louis XIV, fit construire vers 1702 à l'emplacement de l'actuel hôpital Ambroise Paré, sa résidence à l'origine du parc Rothschild et des lotissements alentour.
- Marthe Hanau, la Banquière, promotrice associée à Émile de Girardin de la cité Georges Sorel derrière la poste centrale, habitante de la rue de la Tourelle.
- Albert Kahn, banquier et collectionneur philanthrope.
- Nicolas Mollien, contrôleur des finances sous Louis XVI, ministre du Trésor Public sous Napoléon, promoteur d'une comptabilité nationale en partie double, résident en villégiature dans son domaine de quatre hectares autour de l'actuelle rue Mollien qu'il céda à la veuve Fessart.
- Jacob Rothschild, banquier, acquéreur des terrains d'Armenonville (futur château Rothschild) et de ceux à l'origine du stade Le Gallo et alentours.
- Camille Putois (1969), haute-fonctionnaire puis entrepreneure, est née dans la commune.

### Industriels
- Ernest Archdeacon, fondateur de l'Aéro-Club de France qui inventa à Boulogne l'aéromotocyclette, l'hydravion (avec Gabriel Voisin) et le hors-bord et y fit sur la Seine les premiers essais des deux derniers.
- Denis Auboyer, inventeur en 1984 du sous-titrage laser, gérant du groupe de post-production Monal (CMC, LVT, RGB - Rive Gauche Broadcasting, Elude, Digimage etc.)
- Marcel Dassault, dont la première usine, ouverte en 1914 à l'angle de la rue Danjou et de la rue du vieux Pont de Sèvres (actuelle rue Marcel Dassault) pour fournir des hélices en bois aux usines Kelner, prototypa en 1950 le premier avion à réaction français, l'Ouragan.
- Bernard Decré, patron d'une compagnie d'hélicoptères et fondateur du Tour de France à la voile.
- Robert Esnault-Pelterie, physicien, inventeur de l'aileron d'avion, du manche à balai, du moteur en étoile, du réacteur de propulsion et de la fusée à combustible liquide dans son laboratoire REP rue Brégère, aujourd'hui Esnault-Pelterie.
- Dick, Henri et Maurice Farman, fondateurs de la Société générale des transports aériens rue de Silly, qui fusionnera pour donner Air France.
- Joseph Frantz, pilote d’essai, premier à abattre un avion allemand en 1914, fondateur en 1920 au 25 avenue des Moulineaux (aujourd'hui angle de la rue de Seine et de l'avenue Pierre-Grenier) d'un atelier de réparation de moteurs d’avions devenu en 1924 usine de traitement de surface des métaux, dédoublé au début des années 1960 au 7 rue Nationale.
- Jean-Baptiste Emile Gaget, repreneur avec Gauthier en 1875 des établissements parisiens Monduit et Béchet, première chaudronnerie (25 000 mètres carrés de couverture par an), habitait rue Gutenberg. Il réalisa en particulier la statue de la Liberté dont les miniatures, distribuées à l'inauguration, sont à l'origine de la diffusion du terme, prononcé à l'anglaise, de gadget[18], dont l'étymologie elle-même reste cependant méconnue[19].
- Marcel Hanriot (et non Henriot, 1894-1986), constructeur aéronautique dont l'usine, 84 rue d'Issy, produisit, de 1909 à 1939, soixante modèles d'avions.
- Henry Kapférer, pionnier de l'aéronautique fit sa carrière à Boulogne et y mourut.
- Georges Kellner, immigré autrichien qui ouvre en 1906 à Billancourt, 185 avenue Édouard-Vaillant, une usine ultramoderne de 20 000 mètres carrés pour son atelier parisien de carrosserie de prestige.
- Jacques Kellner, fils du précédent et habitant du XVIe, constructeur aéronautique rue du vieux Pont de Sèvres de 1915 à 1937 qui bénéficia de la collaboration de Guynemer pour lequel il réalisa le SPAD avec des hélices Dassault puis cofondateur en 1931 avec son ingénieur Louis Béchereau de l’avionneur Kellner-Béchereau, chef du réseau de résistance Alibi en 1940, fusillé au Mont Valérien avec son ami Georges Paulin.
- Louis Renault, industriel qui eut une influence décisive sur l'économie française et la ville de Boulogne.
- Colonel Charles Renard, meudonnais fondateur à Boulogne, rue de Bellevue, avec son frère, le commandant Paul Renard, de la société des trains Renard. Le savoir-faire technique de cette usine est une des principales origines de l'industrialisation des autres ateliers boulonnais.
- Emile Salmson, ingénieur mécanicien dont les usines, détruites lors de la Seconde Guerre mondiale, étaient aux Longs Prés.
- Armand Seguin chimiste, fondateur d'une manufacture de tannage sur l'île Madame, anciennement de Sève, qui a pris son nom depuis
- Paul-Adolphe Souriau, ingénieur fondateur de l'entreprise d'électronique Souriau, devenue filiale de Framatome.
- Édouard Surcouf, aérostier qui transféra en 1900 les Ateliers du Champ de Mars rue de Bellevue, première industrie aéronautique à Boulogne, où Gabriel Voisin se formera au dessin industriel et qui deviendra la Société Astra de Constructions Aéronautiques.
- Gabriel Voisin, inventeur, avec Ernest Archdeacon, de l'hydravion et fondateur avec son frère Charles de la société Automobiles Avions Voisin, rue de la Ferme.
- Michel Wibault, ingénieur aéronautique, concepteur des avions de chasse modernes et en particulier de la poussée vectorielle, avait entre 1919 et 1931 son bureau d'études puis atelier, la SAMW, à Billancourt.

### Hommes d'affaires
- Jules Cacheux (1855-1924), cadet d'Émile Cacheux et héritier d'une fabrique de crayon qu'il localise à Boulogne sur Seine, où, à l'instar de son frère, il fait construire en 1907 par Marcel Oudin, pour le compte de la Société parisienne des habitations économiques, la « cité modèle », toujours visible 53 bis avenue Édouard Vaillant. C'est là qu'il s'établit et meurt.
- Michel Combes, boulonnais de naissance, PDG de Alcatel-Lucent.
- Daniel-Henry Kahnweiler, critique et marchand d'art qui habitat de mars 1921 jusqu'au printemps 1943 12 rue de la Mairie, aujourd'hui Ancienne Mairie
- Christophe de Margerie, PDG de Total.
- Duc Charles de Morny, promoteur de l'hippodrome de Longchamp et du Parc des Princes à Boulogne où le château du Belvédère était une de ses résidences.
- Le baron Edmond de Rothschild (1845-1934), philanthrope et fondateur de la synagogue de Boulogne.
- Jacques Veyrat, PDG de Neuf Cegetel.
- Augustin de Romanet, boulonnais de naissance, PDG du groupe ADP.

### Cuisiniers
- Joseph Favre, cuisinier valaisien retiré à partir de 1880 à Boulogne d'où il fonda l'Académie culinaire de France et rédigea les quatre gros volumes du premier Dictionnaire de cuisine moderne.

## Sportifs
- Robert Paragot, vainqueur en 1954 avec six alpinistes du Club Olympique de Billancourt de l'Aconcagua par la face sud.

### Pilotes
- Dorine Bourneton, première aviatrice handicapée diplômée de voltige, en mai 2015.
- Hélène Boucher, aviatrice et féministe, championne de vitesse et d'endurance en 1934 alors qu'elle avait été embauchée à Boulogne par François Lehideux chez Caudron, filiale de Renault.
- Marcel Doret (1896-1955), aviateur ayant battu de nombreux records, habitait 14 rue Nungesser et Coli, repose au cimetière de l'avenue Pierre Grenier.
- Maurice Farman, cofondateur des usines Farman, champion cycliste et automobile, concurrent de Marcel Renault, puis recordman de l'aviation.
- Stéphane Le Diraison, navigateur et ingénieur boulonnais d'origine lorientaise, quatrième à la Route du Rhum 2015.
- Marcel Renault, cofondateur des usines Renault, as du volant très aimé du public qui popularisa l'automobile et dont la mort accidentelle provoqua une immense émotion dans la ville de Boulogne, laquelle lui érigea un monument, aujourd'hui détruit, à l'entrée de Billancourt.

### Cyclistes
- Jacques Anquetil, cycliste formé à l'ACBB, cinq fois vainqueur du Tour de France.
- Victor Cosson dit Totor, cycliste de l'ACBB, troisième au Tour de France 1938, habitait rue Thiers.
- Louis Gérardin dit Toto, cycliste de l'ACBB plusieurs fois champion sur piste, habitait l'hôtel Préjean, défraya la chronique par sa liaison avec Édith Piaf.
- Henri Pélissier, un des dix-neuf héros du Tour de France de l'entre-deux-guerres, vainqueur de celui-ci en 1923, assassiné par sa compagne.
- Francis Pélissier, cadet du précédent, premier entraîneur de Jacques Anquetil. Comme son aîné, il repose au cimetière de l'avenue Pierre Grenier.
- Stephen Roche, cycliste irlandais formé à l'ACBB, vainqueur du Tour de France et du Tour d'Italie en 1987.
- Bernard Thévenet, cycliste formé à l'ACBB, vainqueur du Tour de France en 1975 et 1977.

### Coureurs à pied
- Ahmed Boughéra El Ouafi, marathonien, champion olympique en 1928, décolleteur chez Renault qui s'entrainait au COB, le club de son employeur.
- Michel Jazy, plusieurs fois champion du monde à la course sur longues distances, formé initialement au COB, Club Olympique de Billancourt.

### Escrime
- Philippe Bonnin, fleurettiste, champion olympique par équipe en 1980, né à Boulogne-Billancourt en 1955.
- Romain Cannone, épéiste, champion olympique à Tokyo en 2021, né à Boulogne-Billancourt en 1997.

### Patineurs sur glace
- Jacqueline Vaudecrane, patineuse, championne de France, qui a entraîné à la patinoire de Boulogne :
  - Jacqueline Dubief, championne du monde en patinage artistique en 1952, adhérente du COB, Club Olympique de Billancourt;
  - le champion du monde Alain Giletti;
  - le champion olympique Alain Calmat;
  - le champion de France Patrick Péra couronné à Boulogne même.

### Joueurs de balle
- Michel Constantin, champion international de volley au sein du COB, capitaine de l'équipe de France dans les années cinquante.
- Issiar Dia, footballeur.
- Amélie Mauresmo, joueuse de tennis.
- Pauline Parmentier, joueuse de tennis.
- Thierry Rupert, basketteur.

## Héros

### Guerre de 70
- Capitaine Couchot (1847-1871), jeune boulonnais, père de famille sans fortune[20], engagé volontaire pendant le siège de Paris en novembre 1870 comme officier des gardes nationaux dans le 72e bataillon de marche, aussitôt envoyé au front dans les tranchées de Bondy, vainqueur d'une tranchée ennemie le 18 janvier pendant la bataille de Buzenval, mort sabre au clair avec deux de ses lieutenants de dix sept ans et leurs sections le 19 janvier 1871 sur les hauteurs dominants sa ville natale après avoir reçu l'ordre de retraite. L'ensemble du bataillon eut quatre-vingts morts ou blessés. Leur vaillance força l'admiration des officiers d'active prussiens qui le dirent au cours des pourparlers. Cet exemple, parmi d'autres, de courage donné par les « citoyens soldats » provoquera un espoir de résistance et un sentiment d'unité nationale qui détermineront les Fédérés à refuser l'armistice en vigueur à partir du 28 janvier, entrainant l'insurrection de le Commune initialement soutenue par le maire d'Auteuil Henri Martin et conduite militairement par le général Dombrowski au Point du Jour. Il sera célébré par la municipalité chaque année jusqu'en 1914 au cours d'un cortège commémoratif à la Colonne Buzenval et en 1881 par le nom de deux rues, la rue de Buzenval, renommée Anna Jaquin en 1938, et la rue Couchot[21].

### Membres de réseaux de Résistance
- Constant Le Maître, salarié chez Renault, un des organisateurs de la Résistance dans les usines, arrêté en 1942, déporté à Mauthausen où il est décédé dans l'année, laissant une veuve, un fils et une fille.
- Marcel Bontemps (1913-1992) mécanicien automobile chez Renault, prisonnier évadé en 1940 entre en  résistance dès 1941 par des actions de sabotage. Lieutenant, résistant à titre militaire, il organise le maquis dans le Morvan en 1944. Il fait passer dans la clandestinité des réfractaires au STO pendant que son épouse, Simone héberge des évadés. En 1944, il livrait à un maquis du Morvan une auto-mitrailleuse volée à la sortie des usines Renault, au nez et à la barbe des autorités allemandes. Médaille de la résistance, Légion d'honneur. Conseiller municipal pendant 2 mandats à la Mairie de Boulogne-Billancourt[22].
- Raymond Delbeke (1911-1961), Combattant et Résistant 1939-1945, assassiné par un terroriste le 7 avril 1961 à Boulogne-Billancourt.
- Georges Libert, pilote de la Croisière Noire puis d'Air Bleu, affecté en 1941 à l'administration civile de l'aviation à Vichy, il se sert de sa position pour transmettre des renseignements à la Résistance puis rejoint en juillet 1943 par avion la France Libre à Londres, d'où il conduira des missions consistant à déposer en avion des agents de renseignement en zone ennemie. Il habitait Boulogne après-guerre.
- Maurice Brasdu, curé de la paroisse de Sainte Thérèse de l'Enfant Jésus durant l'Occupation, déclaré le 18 mars 1976 Juste parmi les nations pour avoir contribué avec Brache et le pasteur Henri Roser au sauvetage de six personnes persécutées par le régime de Vichy édictant le statut des Juifs[23].
- Josep Rovira (1902-1968), homme politique et militaire républicain espagnol, résistant de la Seconde Guerre mondiale du réseau Vic, est décédé en exil à Boulogne.
- Carme Ballester (1900-1972), épouse du président catalan Lluís Companys et résistante de la Seconde Guerre mondiale, est décédée en exil à Boulogne.

### Fusillés au Mont Valérien
- Pierre Grenier, viroflaysien employé municipal de Boulogne aux convictions humanistes affirmées, chargé, comme d'autres, en 1941 par le maire André Morizet d'évacuer clandestinement en Zone Libre des prisonniers politiques évadés, arrêté à Angoulême le 7 février 1942, fusillé au Mont Valérien le 29 avril 1942, honoré[24] par le changement du nom de l'avenue des Moulineaux le 23 octobre 1944.
- Constant Le Maître (1923-1943), homonyme de son père, employé aux studios de Boulogne, arrêté en 1943 au domicile familial, 1 passage Legrand, et désigné comme otage, fusillé l'année même au Mont Valérien.

### FTP & FFI morts les armes à la main

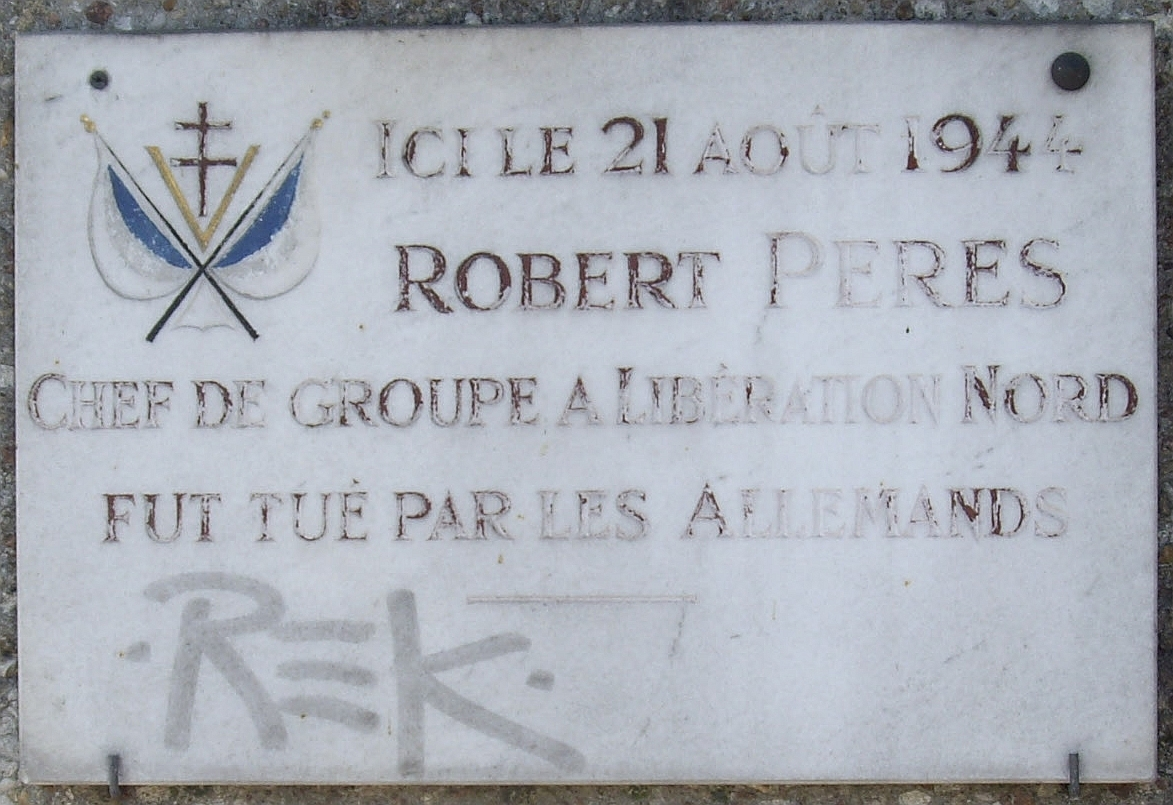
Plaque commémorative à Robert Pères, quai du Quatre septembre.

- Maurice Péan, trouvé en possession d'une arme parmi les otages arrêtés en août 1944 par les Allemands en représailles d'une attaque contre l'l'arsenal de l'île Saint-Germain, brutalisé, tué, puis jeté à la Seine[25].
- Monsieur Domont, idem.
- Raymond Musset, idem.
- Pierre Mazabraut, tué dans les mêmes circonstances par le prêtre sous-officier Aloys Bauer sur ordre du major Balzer et du feldwebel Ross.
- Robert Pères, chef du groupe Libération-Nord de Boulogne-Billancourt, tué 21 août 1944 sur le pont de Saint-Cloud.
- Michel Farkas, tué le 22 août 1944 les Allemands ou la Milice[25].
- Jacques Héros, tué à une date incertaine.
- Roger Hadoux, idem.
- Emile Pelletier, idem.
- Henri Riant, idem.
- Pierre Hofberger, 17 ans, membre des FTP des HBM de l'Avre, tué dans la matinée du 24 août 1944 avenue des Moulineaux, actuelle avenue Pierre Grenier, par une patrouille allemande.
- Pierre Lorrain, 54 ans, directeur des ateliers et services d'entretien des usines Renault depuis 1929 et ex lieutenant de vaisseau, tué au petit matin du 25 août 1944 sur le navire de maintenance de l'île Seguin par une rafale de mitraillette  au moment où il fait envoyer le pavillon tricolore[25].
- Henri Bizet, 21 ans, FFI tué le 25 août 1944 à l'entrée du pont d'Issy alors qu'à dix heures le sous groupe Massu de la 2e DB franchit le pont de Sèvres.
- Pierre Poli, tué le 26 août 1944 alors que son groupe harcèle depuis les HBM de l'Avre la garnison de l'arsenal de l'île Saint-Germain.
- Louis Lazennec, tué le 26 août 1944 dans les mêmes circonstances au bas de la rue de Seine.
- André Carof, 44 ans, tué le 26 août 1944 en ville.

## Criminels
- Renée Colonnier, assassin en 1934 de sa tante, avec laquelle elle habite 46 avenue Victor Hugo, au cours d'une bouffée délirante aigüe[26].
- Jacques Mesrine, qui fut arrêté après plusieurs saisons de braquages internationaux le 8 mars 1973 à son domicile de Boulogne.
- Jocelyne Deraiche, sa compagne arrêtée en même temps et relâchée cinq jours plus tard. Amoureuse passionnée et trompée, elle finira par le rejoindre dans des crimes d'évasion[27].
- Nordahl Lelandais, né à Boulogne Billancourt en 1985.